# Amt Steinheim (Hessen)

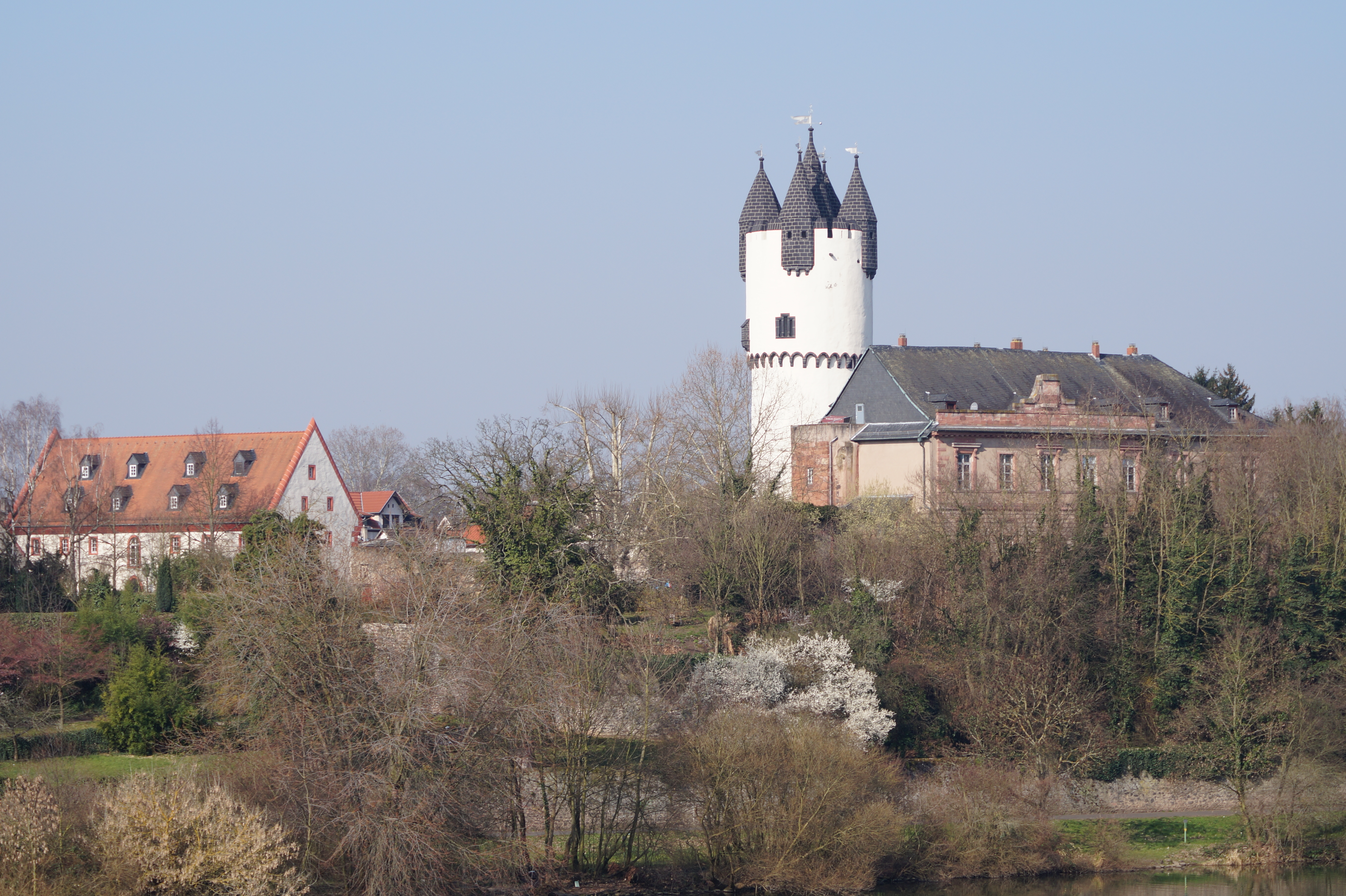
Der Sitz der Amtmänner von Steinheim: das Steinheimer Schloss

Das Amt Steinheim war ein Amt, das über 500 Jahre lang existierte, und war fast 400 Jahre lang davon dem Erzstift Mainz zugehörig.

## Funktion
In der Frühen Neuzeit waren Ämter eine Ebene zwischen den Gemeinden und der Landesherrschaft. Die Funktionen von Verwaltung und Rechtsprechung waren dort nicht getrennt. Dem Amt stand ein Amtmann vor, der von der Landesherrschaft eingesetzt wurde. 

## Bestand

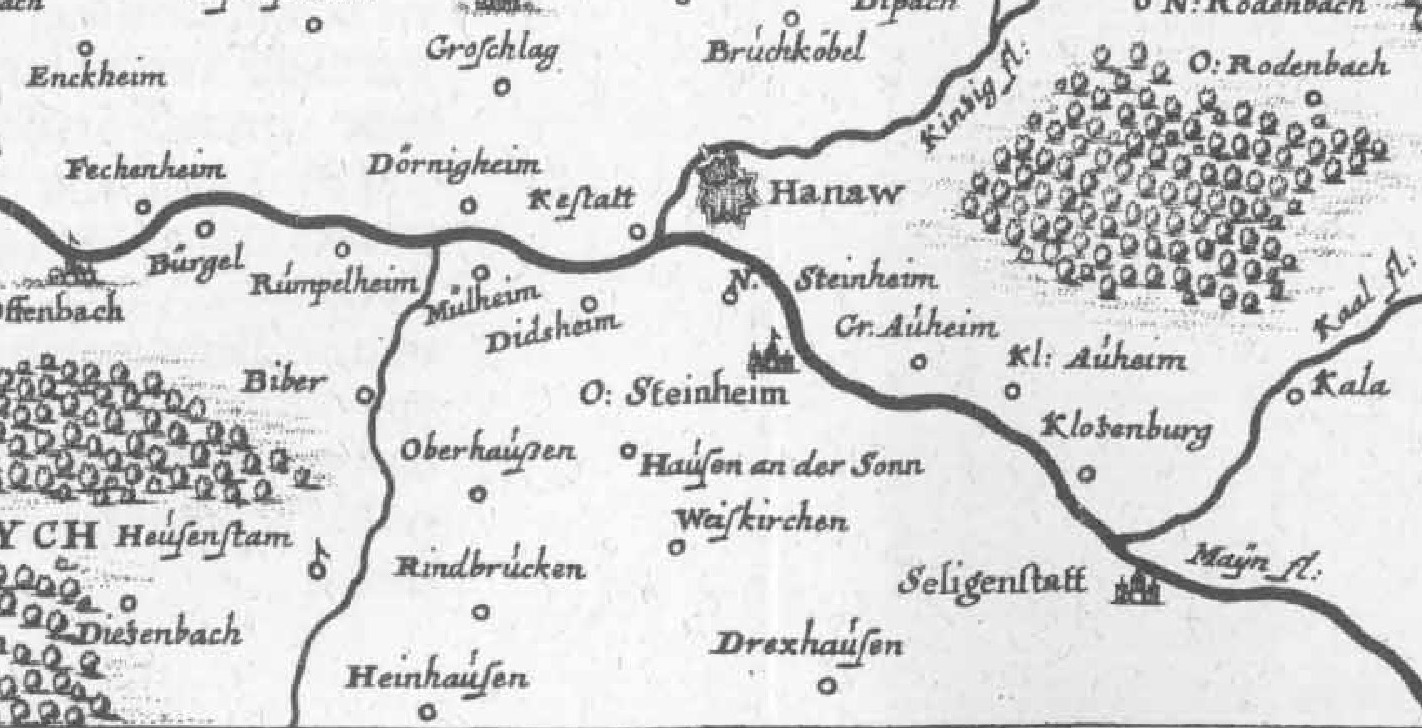
Das Gebiet des Amtes Steinheim auf einem Stich von Matthäus Merian

Das Amt umfasste im Jahr 1371, wie in einer Urkunde der Eppsteiner dargelegt ist, die nachfolgenden Dörfer:
- Bieber (44 Haushalte im Jahr 1576)
- Dietesheim (34)
- Groß-Steinheim (auch: Obersteinheim): Burg und Stadt (65)
- Großauheim (52)
- Hainhausen (21)
- Hainstadt (20)
- Hausen (10)
- Hörstein mit dem Gericht vor dem Berg, bis um 1500
- Jügesheim (36)
- Kahl (19)
- Klein-Auheim (35)
- Klein-Krotzenburg (Vogtei) (o.A.)
- Klein-Steinheim (auch: Niedersteinheim) (29)
- Lämmerspiel (21)
- Meielsheim (Wüstung)
- Mühlheim (44)
- Nieder-Roden (66)
- Ober-Roden (80)
- Obertshausen (27)
- Rembrücken (17)
- Weiskirchen (37)
- Wilmundsheim, bis um 1500

Bis auf Hörstein und Wilmundsheim (das spätere Alzenau), die um 1500 das Amt Alzenau bildeten, sowie Hausen und Obertshausen, die 1664 das Schönbornsche Amt Heusenstamm ergänzten, blieb die Zusammensetzung so bis zur Auflösung des Amts Steinheim. Die Zahlen in Klammern geben die Anzahl der Haushaltungen im Jahr 1576 wieder (Jurisdiktionalbuch des Hochstifts Mainz).

## Geschichte

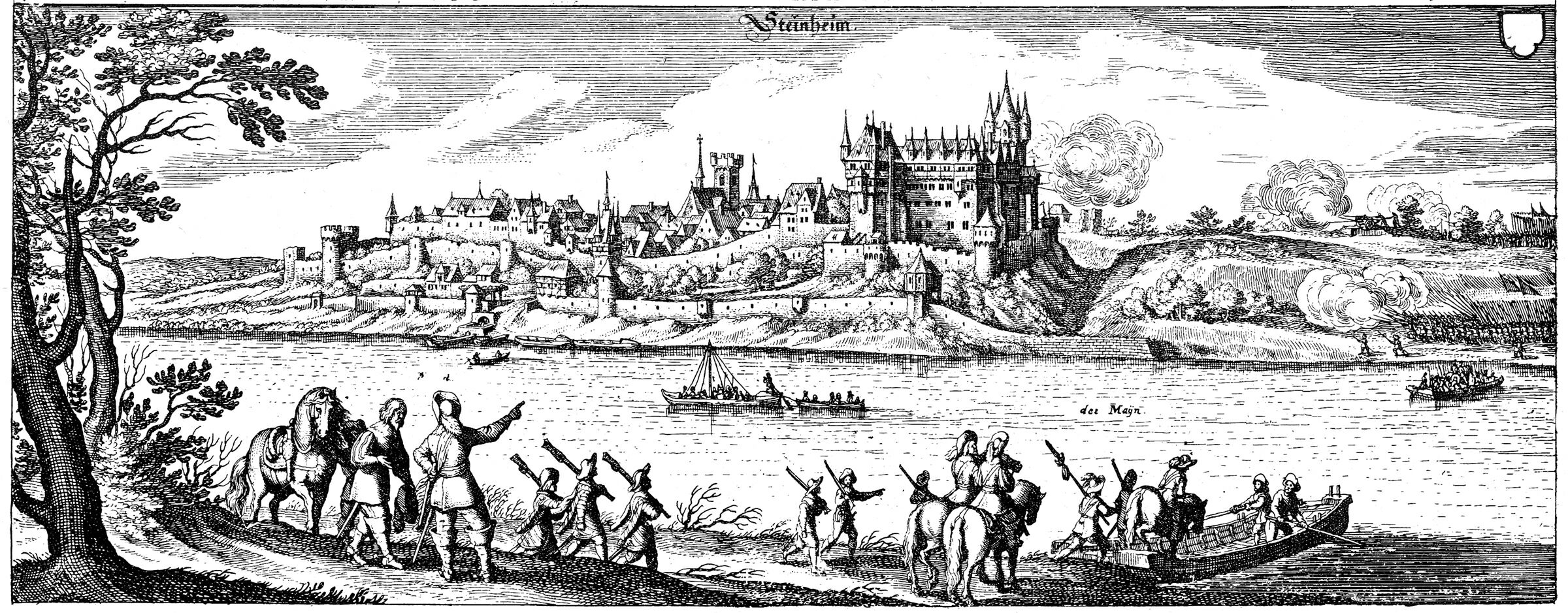
Schloss Steinheim – Auszug aus der Topographia Hassiae von Matthäus Merian dem Jüngeren 1655

### Mittelalter und frühe Neuzeit
Zunächst gehörte das Amt zusammen mit der Steinheimer Burg zum Herrschaftsbereich der Herren von Eppstein und bildete ein geschlossenes Herrschaftsgebiet südlich des Mains. Ab 1371 befand sich das Amt je zur Hälfte als Pfand in den Händen der Grafen von Katzenelnbogen und der Herren von Hanau. 1393 gelangte es insgesamt als Pfand an die Herren von Cronberg. 1425 verkaufte es Gottfried von Eppstein für 38.000 Gulden an das Kurfürstentum Mainz. Fortan war der Erzbischof und Kurfürst von Mainz Landesherr. Südlich schloss sich an das Amt Steinheim die Amtsvogtei Seligenstadt an, die sich schon zuvor im Besitz von Kurmainz befunden hatte. Der Amtmann von Steinheim, war unter anderem auch Obervogt der Biebermark.
Im Amt Steinheim galt das zuletzt formal 1755 noch einmal eingeführte Mainzer Landrecht als Partikularrecht. Das Gemeine Recht galt darüber hinaus, soweit das Mainzer Landrecht spezielle Regelungen für einen Sachverhalt nicht enthielt. Dieses Sonderrecht behielt seine Geltung auch im gesamten 19. Jahrhundert während der Zugehörigkeit des Gebietes zum Großherzogtum Hessen und wurde erst zum 1. Januar 1900 von dem einheitlich im ganzen Deutschen Reich geltenden Bürgerlichen Gesetzbuch abgelöst.
Während des Dreißigjährigen Kriegs wurde das Amt Steinheim von König Gustav II. Adolf von Schweden beschlagnahmt und 1631 den nachgeborenen, mit ihm verbündeten Hanauer Grafen Heinrich Ludwig (* 1609; † 1632) und Jakob Johann (* 1612; † 1636) für deren Unterstützung der schwedischen Sache überlassen. Das währte allerdings nur bis zur Schlacht bei Nördlingen.
Die territoriale Umstrukturierung der napoleonischen Zeit brachte das Amt Steinheim überwiegend an die Landgrafschaft Hessen-Darmstadt, die rechtsmainischen Teile fielen letztendlich an Bayern.

### Hessischer Teil
In Hessen wurde das Amt mit dem hessischen Anteil als Amt weitergeführt. In der Landgrafschaft Hessen-Darmstadt wurde mit der Ausführungsverordnung vom 9. Dezember 1803 das Gerichtswesen neu organisiert. Für die Fürstentum Starkenburg wurde das Hofgericht Darmstadt als Gericht der zweiten Instanz eingerichtet. Die Rechtsprechung der ersten Instanz wurde durch die Ämter bzw. Standesherren vorgenommen. Das Hofgericht war für normale bürgerliche Streitsachen Gericht der zweiten Instanz, für standesherrliche Familienrechtssachen und Kriminalfälle die erste Instanz. Übergeordnet war das Oberappellationsgericht Darmstadt.
Am 14. August 1806, im Zuge der durch Napoleon I. vorangetriebenen Rheinbund-Gründung, erfolgten, gegen Stellung hoher Militärkontingente an Frankreich, für Hessen-Darmstadt die Erhebungen zum Großherzogtum Hessen, einhergehend war der Austritt Hessen-Darmstadts aus dem Heiligen Römischen Reich Deutscher Nation. Das Ende des alten Reiches war durch den Reichsdeputationshauptschluss und die Gründung des Rheinbundes besiegelt und hörte mit der Niederlegung der Reichskrone am 6. August 1806 durch Kaiser Franz II. auf zu bestehen.
Nach der endgültigen Niederlage Napoléons regelte der Wiener Kongress 1814/15 auch die territorialen Verhältnisse für Hessen, daraufhin wurden 1816 im Großherzogtum Provinzen gebildet. Dabei wurde das vorher als Fürstentum Starkenburg bezeichnete Gebiet in Provinz Starkenburg umbenannt.
Nachdem das Großherzogtum 1820 eine neue Verfassung erhalten hatte, wurde durch eine Justiz- und Verwaltungsreform 1821 auch die Trennung der Rechtsprechung von der Verwaltung auf unterer Ebene vollzogen. Die Ämter wurden aufgelöst, ihre Aufgaben hinsichtlich der Verwaltung der neu gebildeten Landratsbezirke, die erstinstanzliche Rechtsprechung Landgerichten übertragen. Die Verwaltung wurde nun vom Landratsbezirk Seligenstadt wahrgenommen, Steinheim wurde Sitz des Landgerichts Steinheim, dessen Amtsbereich deckungsgleich mit dem des Landratsbezirks Seligenstadt war.